# 국제 고양이 협회
국제 고양이 협회(TICA)는 세계에서 가장 큰 고양이 유전자 등록부로 여겨지는 고양이 관련 단체다. 원래 북아메리카의 조직이었지만, 지금은 전세계적으로 영향력을 미친다. 이 단체는 혈통 및 가정용 애완 고양이에 대한 유전자 등록부를 가지고 있으며, 세계에서 가장 큰 고양이 쇼 주재 기관 중 하나이다.

## 활동
TICA는 다음과 같은 활동을 한다.
- 회원들에게 계통 고양이의 보존과 가정 고양이의 건강과 복지를 증진시키기 위해 함께 일하는 고양이의 주인, 반려자, 사육자가 되도록 장려.
- 공인된 혈통 등록부 유지.
- 혈통 고양이와 비혈통 고양이 모두를 홍보하는 고양이 쇼 제공.
- 미국과 다른 나라의 사육자들 사이의 긍정적인 관계 증진.
- 고양이 건강 문제에 대한 연구를 장려하고 건강 문제에 대한 자원 자료 목록을 회원들에게 제공하기 위한 재단을 설립.

## TICA 캐터리
캐터리는 TICA 명명 기준에 따라 이름이 등록된다. 고양이의 환경에 대한 엄격한 건강 규정을 충족하는 우수 캐터리에게 인증서가 수여된다. 현재 32개의 캐터리가 이러한 요구 사항을 충족한다. Riversiderags는 현재 TICA와 CFA에서 인정을 받은 유일한 랙돌 캐터리이다.